# 周布村 (島根県)
周布村（すふむら）は、島根県那賀郡にあった村。現在の浜田市の一部にあたる。

## 地理
- 周布川下流部の東岸に位置していた[1]。
- 海洋：日本海

## 歴史
- 1889年（明治22年）4月1日、町村制の施行により、那賀郡周布村、日脚村、津摩村、治和村、穂出村（一部、字吉地）が合併して村制施行し、周布村が発足[1][2]。
- 1940年（昭和15年）11月3日 - 那賀郡浜田町、石見村、長浜村、美川村と合併して市制施行し浜田市を新設して廃止された[1][2]。

### 地名の由来
和加布都主命が狩りをする際に、幔幕を張り渡すので周布と詔り、神亀3年（726年）に我布を周布と改めた。